# フランキー・ボーンズ
フランキー・ボーンズ（Frankie Bones）は、ニューヨークを拠点として活動しているアメリカ人のテクノ・ハウスDJである。1989年にイギリスのハンガー・パーティーでDJプレーした後、レイヴカルチャーをアメリカに持ち込んで来たことで知られている。本名はFrank Mitchell。
自分の父親が殺人事件で殺されるという悲劇に見舞われた後、父親が残した膨大なレコードコレクションを受け継ぎ、そこからインスピレーションを得るようになった。後に彼がレコードをプロデュースするようになった頃には、イギリスで5,000人を集めるようなギグでプレーの場を与えられるまでに有名になっていた。中でも1989年8月26日のイベントでは推定二万五千人を集め、フランキーのDJプレーで日が昇る明け方になってもイベントが続いていた。彼はこの体験が深く印象に残り、ニューヨークのブルックリンへ、Storm Ravesという名付けたイベントによって持ち込んできた。
ある日、そのパーティーの一つでケンカが起きた時、フランキーはスピーカーをつけて、こう絶叫した。
「貴様が愛も平和も団結もさらさらする気がないなら、そのクソいまいましいツラをはり倒すぞ！ (原文：If you don't start showing some peace, love, and unity, I'll break your fucking faces.)」。
後日談として、後にネットニュースニューズグループのalt.raveにて、このイベントに関する論議が行われた時、フランキーの台詞が取り上げられた。その中で、ヒッピー系のレイヴァーの信条として、フランキーが叫んだ三箇条へ「敬意(Respect)」を更に追加し、PLURすなわち、「平和」(Peace)、「愛」(Love)、「団結」(Unity)、「敬意」(Respect)が作られることになった。
尚、彼の兄弟であるアダムX(Adam X)も、テクノのDJとプロデューサーとして知られている。フランキーを含め、アダムX、ハーザー・ハート(Heather Heart)などのメンバーは、レコードレーベルであるソニックグルーヴ(Sonic Groove)で共に活動している。

## 主要ディスコグラフィ

### シングル
- And Here's Another Human Distraction (12") – Remains
- Bump Your Head (12") – Bellboy Records
- Climax Control (12") – Hyperspace
- Call It Techno (12") – JEP Records
- Trapezoid (12") – Fabulous
- We Can Do This (12") – Groove World
- Einstein E=mc2 (12") – Drop Bass Network
- Further (12") – Drop Bass Network Communique Records
- My Peak (12") – Logic Records (US)
- Technolo-G (12") – ESP-SUN Records
- B2B (12") – ESP-SUN Records
- Dirty Job (12") – X-Sight Records
- High I.Q. (2x10") – Hyperspace
- In The Socket (12") – ESP-SUN Records
- The Candle EP (12") – High Octane Recordings
- The Mutha Fuckin Good Life (12") – Underground Construction
- The Way U Like It (12") – Bellboy Records
- We Call It Tekkno (12") – Bash Again!
- Baseball Fury (12") – Sonic Groove
- Masters Of The Hardgroove (12") – Hard To Swallow
- My House Is Your House (12") – Bash Again!
- Electrophonic (12") – E Series
- Filthy Dirty Animal Crackers (12") – Blueline Music
- Remains 10 (12") – Remains
- The Falcon Has Landed (12") – Hard To Swallow
- The US Ghetto Selecta (12") – Pro-Jex

### アルバム／DJミックス
- DJ Techno Mix Vol. 1 (CD) – Beast Records
- Global House Culture Vol. 2 (CD) – ESP-SUN Records
- Computer Controlled (CD) – X-Sight Records
- Dance Madness And The Brooklyn Groove (CD) – BMG
- United DJs Of America Vol. 6 - Frankie Bones - Brooklyn, NY (CD) – Moonshine
- Army Of One (CD) – System Recordings